# 12. stoljeće pr. Kr.
◄ | 3. tisućljeće pr. Kr. | 2. tisućljeće pr. Kr. | 1. tisućljeće pr. Kr. | ►
◄ | 14. stoljeće pr. Kr. | 13. stoljeće pr. Kr. | 12. stoljeće pr. Kr. |11. stoljeće pr. Kr. | 10. stoljeće pr. Kr. | ►
1190-ih pr. Kr. | 1180-ih pr. Kr. | 1170-ih pr. Kr. | 1160-ih pr. Kr. | 1150-ih pr. Kr. | 1140-ih pr. Kr. | 1130-ih pr. Kr. | 1120-ih pr. Kr. | 1110-ih pr. Kr. | 1100-ih pr. Kr.
12. stoljeće pr. Kr. je je razdoblje koje je trajalo od 1200. pr. Kr. do 1101. pr. Kr..

## Događaji i trendovi
- oko 1200. pr. Kr. – približni prestanak postojanja naselja-gradine na uzvisini Monkodonji.[1]

## Vanjske poveznice
|  | Zajednički poslužitelj ima još gradiva o temi 12. stoljeće pr. Kr. |